# 乾草廣場站
乾草廣場站（羅馬化：Sennaya ploshchad）是聖彼得堡地鐵的一個車站。乾草廣場站開通於1963年7月1日，是莫斯科－彼得格勒線的車站，站名取自於乾草廣場。2017年4月3日，一辆藏有炸弹的列车在该站爆炸，造成多人死伤。